# Sampford Peverell
Sampford Peverell è un villaggio e parrocchia civile dell'Inghilterra, appartenente alla contea del Devon.